# Base aérienne 106 Bordeaux-Mérignac
Ne doit pas être confondu avec Aéroport de Bordeaux-Mérignac.
La base aérienne 106 Bordeaux-Mérignac (BA 106) de l'Armée de l'air et de l'espace française est située à douze kilomètres à l'ouest de Bordeaux, à Beutre et à Teynac, sur les territoires des communes de Mérignac et de Saint-Jean-d'Illac, dans le département de la Gironde. Elle partage ses pistes avec l'aéroport civil de Bordeaux-Mérignac. C’est une base opérationnelle de l’Armée de l'air et de l'espace française.

## Histoire

### Origines
Comme dans nombre de villes françaises, l’aviation apparaît précocement à Bordeaux. En 1901, l’aéroclub bordelais propose des vols en aérostats. En 1906, la lande de Beaudésert offre un terrain d'essai aux premiers aviateurs. Le 15 septembre 1910, des officiers aviateurs et des aviateurs civils se trouvent en compétition pour une grande semaine de l'aviation.
Breveté (n°533) le 17 juin 1911, créateur d’une école d’aviation civile Marcel Issartier  (1888-1914) achète le 28 mars 1912 les terrains de Mérignac, au lieu-dit Lartigue, pour créer l’école d’aviation éponyme. Le site voisine le terrain primitif de Beaudésert (ou Beau-Désert), installé par l'homme d'affaires Adrien Verliac et par le banquier Léopold Piganeau. Des ateliers de construction d’avions SPAD se trouvent à Bordeaux en 1915, nécessitant un terrain d’envol.
En 1917, le terrain devient un hôpital militaire, notamment américain. L’Etat fait l’acquisition des terrains contigus situés à Teynac,.
En 1920, la station aérienne de Bordeaux-Teynac se développe. Un centre d’entraînement militaire pour pilotes civils y prodigue l’instruction nécessaires aux navigants réservistes. Maryse Bastié y passe son brevet de pilote, en 1925.
En 1928, la Chambre de commerce de Bordeaux reçoit une concession d’une partie du site, en vue d’une activité aérienne mixte.

### Seconde guerre mondiale
La base aérienne est officiellement créée le 19 novembre 1936. L’Armée de l'air française, créée en 1934 (loi du 2 juillet 1934), utilise ses installations essentiellement comme centre de formation des équipages, ainsi que comme dépôt de bombardiers. Pau, Tours et Châteauroux forment alors les bases principales de la 3e Région aérienne.
Le 1er janvier 1937 le Centre aérien régional n°518 s’installe, suivi le 1er avril 1937 par la 1re Brigade aérienne. Cette dernière comporte des unités navigantes telles que la 19e et la 21e escadre aérienne. Le Bataillon de l’air n°106 est créé.
En 1938, les pistes sont cimentées à la demande d’Air France, pour permettre le transport aérien en toute sécurité. La ville de Bordeaux participe financièrement à la construction de la base aérienne.
Le 28 août 1939 l’École de l’air se réfugie à Bordeaux, venant de Salon-de-Provence. En juin 1940, Bordeaux offre un lieu propice au repli des troupes et des administrations en déroute. De nombreux groupes aériens y transitent, avant de tenter de rejoindre l’Afrique du nord ou l’Angleterre. Le bombardement du 19 juin 1940 se montre rude. Le 17 juin 1940 depuis l'aérodrome de Bordeaux-Mérignac, le général de Gaulle quitte la France pour l'Angleterre en compagnie de son aide de camp le lieutenant Geoffroy de Courcel à bord d'un appareil de la Royal Air Force. Ce dernier est celui du général britannique Edward Spears, représentant personnel en France de Winston Churchill dont il est un ami.
En juillet 1940, l’armée allemande prend possession du site. Elle réalise une deuxième piste cimentée, ainsi qu’un réseau de dispersion d’avions. Au cours de la Seconde Guerre mondiale, la Luftwaffe utilise la base pour la reconnaissance maritime. Les avions allemands de cette base patrouillent au-dessus de l'océan Atlantique pour engager les avions de la RAF et de l'USAF.
Les bombardiers Focke-Wulf Fw 200 Condor (escadrilles 1/KG 40 et 2/KG 40) s’envolent ainsi pour des patrouilles au-dessus de l'océan Atlantique à la recherche de navires alliés. Des chasseurs à long rayon d'action Junkers Ju 88 décollent également à partir de cette base, soit pour assurer la protection des sous-marins allemands, soit pour escorter les avions Condors, soit encore pour traquer les sous-marins Alliés. Le golfe de Gascogne devient un lieu de combats ardents.
À partir de 1943, la 8th Air Force de l'United States Air Force et la Royal Air Force attaquent les forces allemandes de la base. En mars 1943 puis en août 1944, l’aérodrome militaire se voit sévèrement endommagé, notamment le 24 août. Les Allemands en déroute détruisent, fin août 1944, une bonne partie des installations. Le groupe de bombardement 1/34 Béarn et le groupe de chasse 2/18 Saintonge participent à la réduction de la poche de Royan.
Une fois la paix revenue, l’Armée de l’air française retrouve la base aérienne. La 21e escadre de bombardement s’installe à Mérignac, avec les groupes lourds II/23 Guynenne et I/15 Tunisie. Air France reprend ses activités commerciales de transport aérien à partir de Bordeaux. La base prend la dénomination de Base aérienne 106 le 20 juin 1945.

### Base américaine

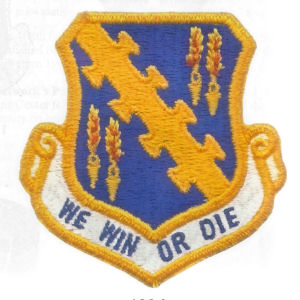
Insigne du 126th BW

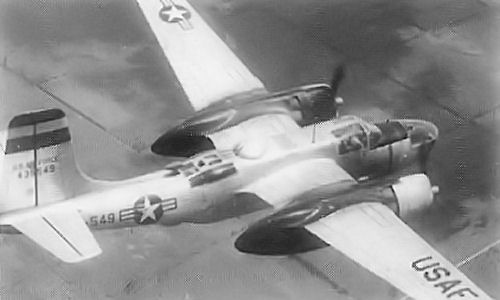
B-26B du 180th BS(L) / 126th BW(L)

De 1951 à 1964, la base est en partie utilisée par des unités militaires aériennes américaines. Elle est alors connue sous le nom de Bordeaux-Mérignac Air Base.
Le 10 décembre 1951, le 126th Bombardment Wing (Light) (126e Escadre de Bombardement Léger) des USAFE s'installe en novembre 1951. Le Wing se compose du 168th BS, du 108th BS de la Garde Nationale de l'Illinois ainsi que du 180th BS de la Garde Nationale du Missouri. Il est équipé de 48 bombardiers bimoteurs Douglas B-26 Invader et 3 C-47 de transport et de liaison.
Le 126e quitte la base de Bordeaux en mai 1952. Plus aucune unité de combat de l'USAFE ne stationne sur place, jusqu'au retrait de l'USAF qui intervient en juin 1961.
En 1956, l’escadron de transport 2/63 Sénégal est à Bordeaux.

### Durant la guerre froide
En 1961, la base accueille la 92e escadre de bombardement, en provenance de la Base aérienne 709 Cognac-Châteaubernard, elle-même accueillant l’école de chasse venant de Marrakech. 
En 1964, le Mirage IV procure au bombardement français la puissance nucléaire.
La 92e EB se trouve dissoute à Bordeaux en 1978.
L’Escadron de bombardement 1/92 Bourgogne arrive à Bordeaux de mars 1961, jusqu'à sa dissolution le 1er septembre 1974.
L'escadron de chasse 4/11 Jura réside à Bordeaux de 1979 à 1992.
Le 3 février 1984, la base célèbre les obsèques du capitaine Michel Croci pilote de chasse au 4/11 Jura, mort pour la France le 25 janvier 1984. Le 23 mai 1995, la base reçoit le nom de tradition « Capitaine Michel Croci ».
Créé à Bordeaux le 1er septembre 1994, le commando parachutiste de l'air n° 30 (CPA 30.566) stationne à la BA 106 jusqu’en 2016. Il est spécialisé dans la sécurité aérienne et la recherche protégée de navigants en difficulté. Un bâtiment de la base porte le nom du sergent Paul-Pierre Mouly, commando de l'air au 31/541, mort au combat le 31 mai 1958.

### De nos jours

#### Une base aérienne opérationnelle

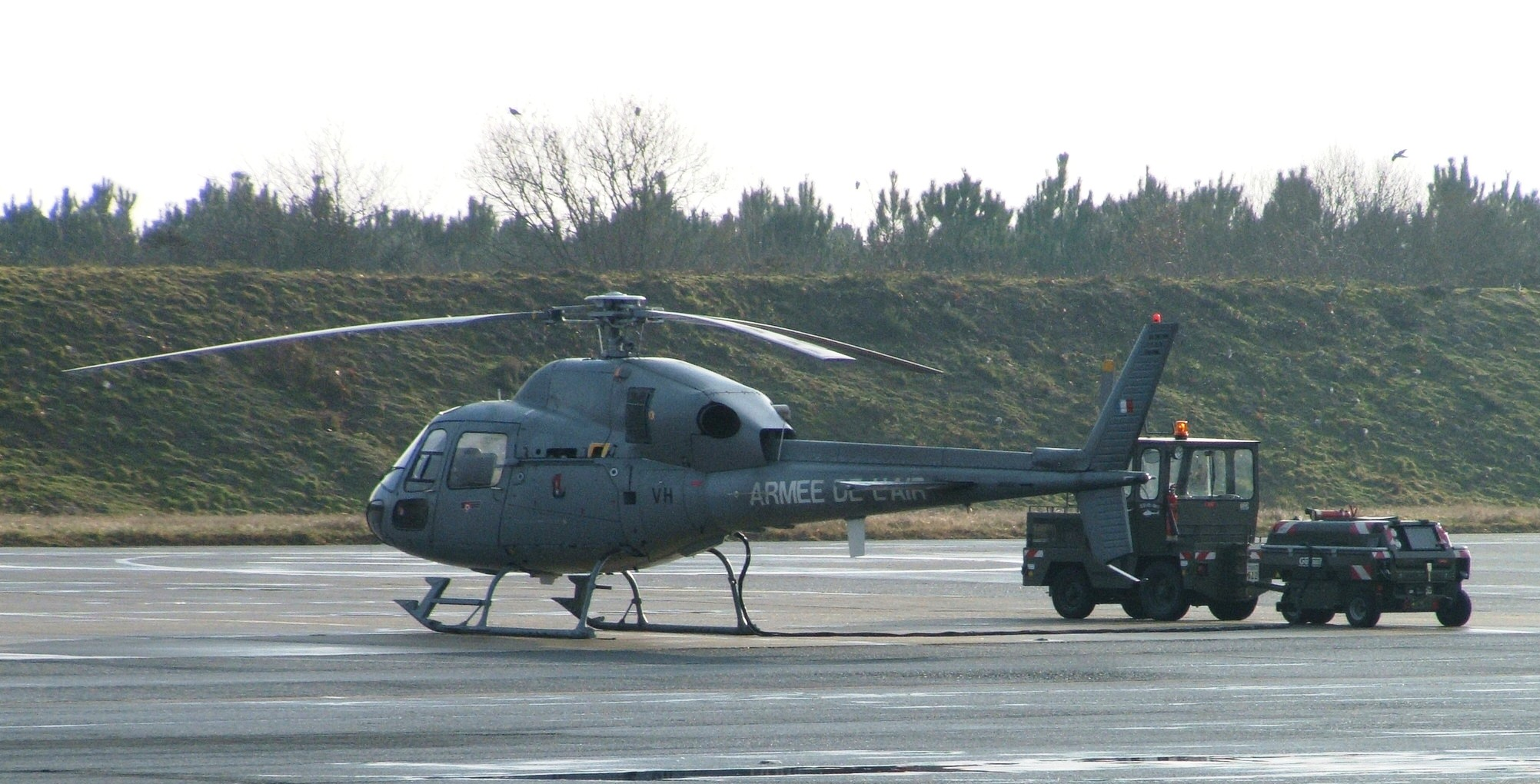
Un AS550 Fennec sur le tarmac en 2012.

En 2017, la BA 106 a donc fêté 80 années d'existence.
Depuis 1944, une unité d’avions de liaison réside à Bordeaux. L'Escadron de transport et d’entrainement 43 (ETE 00.043), selon son appellation depuis 1983, assure le transport de personnels de l’Armée de l’air ou de personnalités. Il est équipé de TBM 700 ainsi que d'AS550 Fennec.
Il a reçu le nom de tradition « Médoc » le 20 octobre 1974 ; il est jumelé avec la ville de Pauillac depuis 1978.
En 2002, le centre d’instruction des réservistes (CIIRAA) ouvre à Bordeaux.
Depuis 2021, l'escadre aérienne d'appui aux opérations (EAAO 00.513) est attachée à la BA 106, consécutivement à la dissolution des compagnies d'infrastructure en opérations (CIO) 13.513 de Bordeaux et 13.511 de Metz puis du Groupement aérien d'appui aux opérations. Celle-ci contribue aux bases aériennes projetées, plateformes temporaires de combat hors du territoire national.
Le Centre militaire de coordination et de conduite en route (CMCC 85.930) occupe des fonctions de contrôle de la circulation aérienne militaire.

#### Le siège de commandements

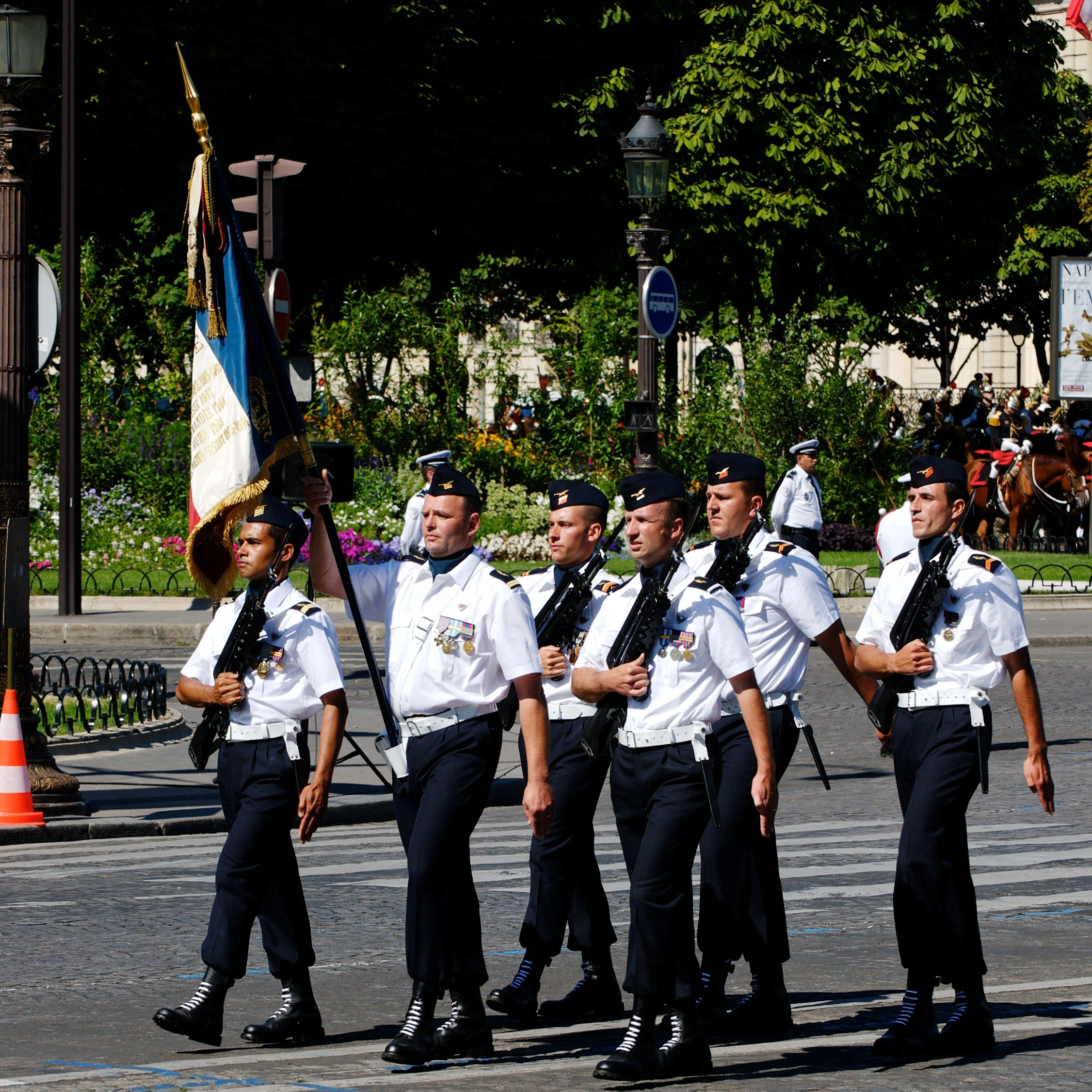
Garde au drapeau de la base aérienne lors du défilé militaire du 14 juillet sur les Champs-Élysées, à Paris en 2008.

En 1982, l’Etat-major de la région aérienne quitte Bordeaux, pour la base aérienne.
La BA 106 accueille un grand commandement de l’Armée de l’air ainsi qu’un éminent service interarmées :
- depuis 2007 le commandement du soutien des forces aériennes dont les missions touchent aux infrastructures, à l'information, à la logistique et au soutien de l'Armée de l'air en France comme à l'étranger. Plusieurs nouveaux bâtiments ont été construits pour ses besoins. En 2014, ce commandement a fusionné avec le Commandement des forces aériennes (CFA), qui était basé à Dijon [24]
- depuis 2012, la Structure intégrée de maintien en condition opérationnelle des matériels aéronautiques de la Défense (SIMMAD) et ses 700 personnes est également implantée à la BA 106.

En 2018, la Direction de la maintenance aéronautique (DMaé) la remplace.
La BA 106 occupe une part forte dans le contrôle de la maintenance des moyens aériens militaires français.

## Effectif
La base dispose d’une capacité de l’ordre de 3 000 personnes.[réf. nécessaire]{{https://www.defense.gouv.fr/air/base-aerienne-106}}
Elle compte parmi eux 2300 aviateurs et 28% de l'effectif est féminin

### Réservistes
Un groupe d'officiers de la réserve citoyenne de l'Armée de l'air est chargé de planter des épices dans des massifs de la Base en 2020.

## Parrain de la base aérienne
Officier pilote à l’escadron de chasse 4/11 Jura basé à Bordeaux-Mérignac, le capitaine Michel Croci (1944-1984) meurt le 25 janvier 1984 au Tchad, abattu en vol lors de l'opération Manta.

## Équipements
L’emprise d’environ 870 hectares comporte deux pistes bituminées :
- piste principale 05/23 : 3 100 mètres x 45 mètres, orientée nord-est/sud-ouest
- piste secondaire 11/29 : 2 415 mètres x 45 mètres, orientée nord-ouest/sud-est[33].

L’aérodrome est doté des dispositifs nécessaires au vol aux instruments, notamment un ILS.

## Insignes

### Unités actuelles

#### Base aérienne 106
L’emblème héraldique de la base de Bordeaux (référencé A 0702) rappelle les armes de la ville de Bordeaux, augmentées de la silhouette d’un avion et d’une paire d’ailes, attributs de l’Armée de l’air.
Sa lecture héraldique est la suivante : « Ecu ancien de Bordeaux (les lys seuls règnent sur la lune, les flots, le château et le lion) posé sur un vol d’argent soutenu d’un avion du même ». 

## Commandants
- Colonel Dumas (1978 - 1980)[35]
- Colonel Verdier (1980 - 1982)
- Colonel Gellibert (1982 - 1984)
- Colonel Montigny (1984 - 1986)
- Colonel Pouliquen (1986 - 1988)
- Colonel Sabathe (1988 - 1990)
- Colonel Besombes (1990 - 1992)
- Colonel Véronique Batut (2011 - 27 août 2013)[36]
- Colonel Oliver Célo (27 août 2013 - 6 juillet 2015)[37]
- Colonel Christophe Michel (6 juillet 2015 - 30 août 2017)[38]
- Colonel Lionel Baverey (30 août 2017 - 30 août 2019)[39]
- Colonel Pierre Madej (30 août 2019 - 27 août 2021)
- Colonel Ludovic Louriou (27 août 2021 - 1er septembre 2023)
- Colonel Nathalie Picot (depuis le 1er septembre 2023)